# Pfafftown
Pfafftown est une ville située dans le comté de Forsyth dans l'État de Caroline du Nord aux États-Unis.